# Dolichocercus latipennis
Dolichocercus latipennis är en insektsart som först beskrevs av Brunner von Wattenwyl 1891.  Dolichocercus latipennis ingår i släktet Dolichocercus och familjen vårtbitare. Inga underarter finns listade i Catalogue of Life.